# Safari on Pluto
Safari on Pluto var en svensk musikgrupp i genren electronica och new wave. Gruppen hette från början Safari, men bytte senare namn av upphovsrättsliga skäl. Medlemmar var César Vidal (även i Caesars), Johan Elmros (tidigare i The Taste of Raindrops) och Mattias Holmlund.
Gruppen släppte sitt första och enda album You Go to My Head 2004 på Background Beat (dotterbolag till Startracks). Från skivan släpptes även tre singlar.

## Medlemmar
- César Vidal
- Johan Elmros
- Mattias Holmlund

## Diskografi

### Album
- 2004 - You Go to My Head

### Singlar
- 2004 - Not About That
- 2004 - Don't Let It Get You Down
- 2004 - Crazy Dream Crazy Days

### Fotnoter
1. 1 2  ”Safari on Pluto”. Discogs.com. http://www.discogs.com/artist/Safari+On+Pluto?anv=Safari. Läst 3 mars 2012.